# Bedrägeri i svensk lag
Bedrägeri är enligt svensk lag ett brott, som består i att någon medelst vilseledande förmår annan till handling eller till att underlåta något som medför vinning för gärningsmannen och skada för den vilseledde enligt 9 kap. brottsbalken (1962:700).
Viktigt är det faktum att vilseledande i princip kan bestå av vilken omständighet som helst, bara det finns ett orsakssamband mellan vilseledandet och handlingen eller underlåtenheten som leder till att något av icke ringa värde överförs från den vilseledde till gärningsmannen. 
För bedrägeri döms också den som genom att lämna oriktig eller ofullständig uppgift, genom att ändra i program eller upptagning eller på annat sätt olovligen påverkar resultatet av en automatisk informationsbehandling eller någon annan liknande automatisk process, så att det innebär vinning för gärningsmannen och skada för någon annan. Påföljden är fängelse i högst två år.

## Exempel på rättsfall
- Ett bedrägeri som avsåg utfående av varor till ett värde av ungefär 3 700 kronor (år 1984) begicks med begagnande av ett av den tilltalade förfalskat postkvitto. Bedrägeriet har med hänsyn till omständigheterna ej bedömts som grovt och den tilltalade har därför dömts för bedrägeri och urkundsförfalskning.[2]
- En person som köpt en bil på avbetalning med äganderättsförbehåll och sålt den vidare innan den betalats helt har, i visst fall, dömts för bedrägeri mot köparen.[3]
- En person har använt ett för honom utfärdat betalkort (sparbankskort) vid betalning för varor och tjänster, fastän täckning saknades på det till kortet anslutna bankkontot, sammanlagt belopp av omkring 50 000 kronor. Han har dömts för bedrägeri av normalgraden till fängelse fyra månader.[4]
- Sedan ett för högt saldobelopp av misstag införts i en bankbok, har kontohavaren företett bankboken i samband med ett uttag och därvid utfått medel, 45 514kronor, utöver det verkliga tillgodohavandet på kontot. Kontohavaren har dömts för bedrägeri.[5]
- Sökande av socialhjälp, som underlåtit att självmant upplysa om att han hade erhållit förskott på uppgiven inkomst, har befunnits ej vara skyldig till bedrägeri.[6] Sedan 2007 räknas bedrägeri mot statliga eller kommunala bidragssystem som bidragsbrott.
- En 60-årig kvinna som löste in en falsk utländsk check och skickade pengarna vidare till utländska konton har dömts till sex månaders fängelse (2007). Enligt kvinnan så har hon själv blivit lurad av ett erbjudande om en investering av en bankman i Dubai via mejl (ett slags Nigeriabrev). Hon nappade och fick låna pengar via deras bank, i form av en check som kom på posten. Men efter pengarna satts in bröts kontakten med Dubai förklarar kvinnan. Tingsrätten finner dock berättelsen osannolik, och anser att hon borde ha granskat checken närmare innan hon löste ut den.[7]
- En tidigare sjökapten som avsatts från sin post fortsatte utnyttja sin kredit i en skeppshandel dömdes på 1950-talet för bedrägeri mot skeppshandlaren, trots att själva krediten inte var misskött. Han hade vilselett skeppshandlaren om att fortsatt vara sjökapten, och genom detta vilseledande fått varor (en förmögenhetsöverföring) av skeppshandlaren, som inte hade låtit sjökaptenen behålla sin kredit efter denne fått avsked. Svea hovrätt.[8]

## Grovt bedrägeri
Vid bedömande huruvida brottet är grovt skall särskilt beaktas, om gärningsmannen missbrukat allmänt förtroende eller begagnat falsk handling eller vilseledande bokföring eller om gärningen eljest varit av särskilt farlig art, avsett betydande värde eller inneburit synnerligen kännbar skada. Är brott att anse som grovt, skall för grovt bedrägeri dömas till fängelse, lägst sex månader och högst sex år.
- Sedan ett belopp av misstag satts in på ett postgirokonto som innehades av en förening, har en person genom vilseledande förmått företrädare för föreningen att ta ut pengar från kontot och överlämna dem till honom, varefter han tillägnat sig pengarna, drygt 400 000 kronor. Förfarandet har bedömts som grovt bedrägeri.[10]
- Sedan Allmänna arvsfonden bedragits (på runt 56 miljoner kronor) genom förfalskade testamenten dömdes bedragarna 2009 för grova brott.[11] Ett liknande brott gällande runt 60 miljoner ledde till åtal 2010.[11]

## Ringa bedrägeri
Den ringa formen av bedrägeri rubricerades före 1 juli 2017 som bedrägligt beteende.
Ringa bedrägeri kan föreligga enligt 2 § första stycket på grund av att bedrägeriet avsett ett förhållandevis ringa belopp att jämföra med snatteri. Snyltningsbrott där gärningsmannen levt på annans bekostnad regleras i 2 § andra stycket. Även om brottet är ringa kan fängelse följa på detta brott.
- En person bytte i en skivaffär de ursprungliga prislapparna på tre CD-skivor till prislappar med lägre pris. Han kunde sedan köpa skivorna till de lägre prisen. Det bedömdes som bedrägligt beteeende av Svea hovrätt.[14]
- En person fäste ett tiokronorsmynt vid ett snöre och stoppade myntet i en parkeringsautomat, varvid han erhöll en parkeringsbiljett. Han drog därefter ut myntet. Gärningen har bedömts som bedrägligt beteende.[15]

Om gärningsmannen bara glömmer att betala och därmed saknar uppsåt överhuvudtaget blir han betalningsskyldig men kan inte dömas till ansvar. Extraavgifter som är reglerade i avtal kan få betalas ändå, exempelvis inom lokaltrafiken eller parkering, eftersom det är med i avtalet, inte ett formellt straff. Den som undandrar sig sådana extraavgifter till exempel genom att uppge falskt namn gör sig dock skyldig till ringa bedrägeri. Att inte ha legitimationshandling om man påkoms utan lokaltrafikbiljett är misstanke om ringa bedrägeri, trots att legitimationshandling inte uttryckligen krävs enligt lag i Sverige (däremot krävs att misstänkta brottslingar identifieras på något sätt).

## Försök till bedrägeri
Försök till bedrägeri är straffbart enligt 9 kap 11 § BrB. Exempel på detta är nätfiske, skimning och utsändande av bluffakturor. Försök till ringa bedrägeri kan resultera i böter eller fängelse i högst 6 månader.

## Statistik

### Anmälda
År 2004 polisanmäldes 51 297 misstänkta bedrägerier. De anmälda bedrägerierna fortsatte att öka under 2009, till drygt 108 000 brott.
De största ökningarna kan hänföras till bedrägerier med hjälp av bluffaktura, internet och ospecificerade bedrägerier, som tillsammans ökade med 16 procent eller med cirka 8 100 till 52 100 anmälda brott.
Under 2010 anmäldes 115 000 brott, en siffra som 2014 hade växt till 152.888, enligt Brå. Det innebär att mer än vart tionde brott som anmäldes under 2014 var ett bedrägeribrott. Två förklaringar till den senaste årens ökning av bedrägeribrott kan vara dels att allt fler handlar och betalar via internet och dels att kriminella handlar med hjälp av stora mängder person- och kontouppgifter, enligt polisens nationella bedrägericenter.

### Lagförda
3 887 bedrägerier lagfördes år 2004, enligt BRÅ. 2009 lagfördes 5 957. Dock minskade antalet lagförda bedrägerier efter 2009 och siffran för år 2014 landade slutligen på 3 948.

### Uppklarade
2010 personuppklarades 18 100 brott och uppklarades tekniskt 50 700. Under de senaste åren har antalet bedrägerier som lett fram till en fällande dom, ett strafföreläggande eller åtalsunderlåtelse minskat.

## Nationellt bedrägericenter
I kampen mot brottsligheten upprättade polisen 2013 ett nationellt bedrägericenter ?NBC) på uppdrag av Rikspolisstyrelsen. NBC samordnar svenska polisresurser mot bedrägeribrott som sker över hela landet och som har samband med varandra, samt arbetar för att göra brottsbekämpningen mer effektiv och strukturerad.

## Fotnoter
1. ↑  9 kap. 1 § 2 stycket Brottsbalken (1962:700)
2. ↑  NJA 1986 s. 234
3. ↑  NJA 1986 s. 350
4. ↑  NJA 1988 s. 701
5. ↑  NJA 1993 s. 274
6. ↑  NJA 1981 s. 787
7. ↑  ”Lurade banken på halv miljon”. Expressen. 17 december 2007. https://www.expressen.se/nyheter/lurade-banken-pa-halv-miljon/.
8. ↑  Kommentarer till brottsbalken del 1 av Ivar Strahl m.fl
9. ↑  9 kap. 3 § Brottsbalken (1962:700)
10. ↑  NJA 1992 s. 763
11. 1 2  ”Bedragare använder falska testament”. Expressen. 6 februari 2010. https://www.expressen.se/nyheter/bedragare-anvander-falska-testament/.
12. ↑  9 kap. 2 § Brottsbalken (1962:700)
13. ↑  9 kap. 2 § 2 stycket Brottsbalken (1962:700)
14. ↑  RH 1993:143
15. ↑  RH 1996:160
16. ↑  9 kap. 11 § Brottsbalken (1962:700)
17. 1 2 3 4 5  Hanell, Tove (27 juli 2015). ”Mer än vart tionde anmält brott är ett bedrägeri”. Sveriges Television. http://www.svt.se/nyheter/inrikes/mer-an-vart-tionde-anmalt-brott-ar-ett-bedrageri. Läst 27 juli 2015.
18. ↑  ”Anmälda brott – Slutlig statistik för 2009” (PDF). BRÅ. sid. 2. https://bra.se/download/18.7fd8fd90191e4ea274f7968/1727272808086/Sammanfattning_anmalda_2009.pdf.
19. 1 2  ”Uppklarade brott – Slutlig statistik för 2010” (PDF). BRÅ. sid. 8. Arkiverad från originalet den 8 oktober 2021. https://web.archive.org/web/20211008135258/https://www.bra.se/download/18.469057fc130b23603bf80002599/1371914928237/Sammanfattning_uppklarade_2010.pdf. Läst 8 oktober 2021.
20. ↑  Bynert, Simon (24 januari 2013). ”Polisen startar nationellt bedrägericenter”. Polisen. https://polisen.se/Arkiv/Nyhetsarkiv/Gemensam/Polisen-startar-nationellt-bedragericenter/. Läst 28 juli 2015.